# Paradocus maculicollis
Paradocus maculicollis är en skalbaggsart som beskrevs av Stefan von Breuning 1956. Paradocus maculicollis ingår i släktet Paradocus och familjen långhorningar.
Artens utbredningsområde är Zimbabwe. Inga underarter finns listade i Catalogue of Life.